# Radford (Nottingham)
Pour les articles homonymes, voir Radford.
Radford est un quartier du centre-ville de Nottingham, situé juste à l’extérieur du centre-ville. Le quartier approprié du conseil municipal de Nottingham s’appelle Radford and Park avec une population de 21 414 habitants. Il est délimité au sud par Lenton et le centre-ville de Nottingham, et sa superficie est d’environ 600 acres (2,4 km2).

## Histoire

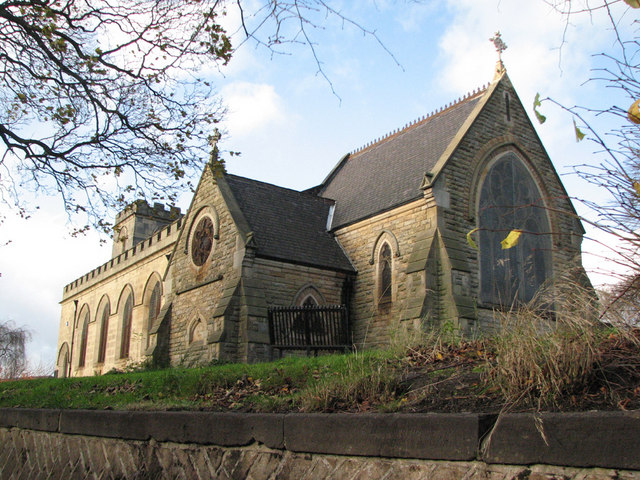
L’église St Peter de Radford

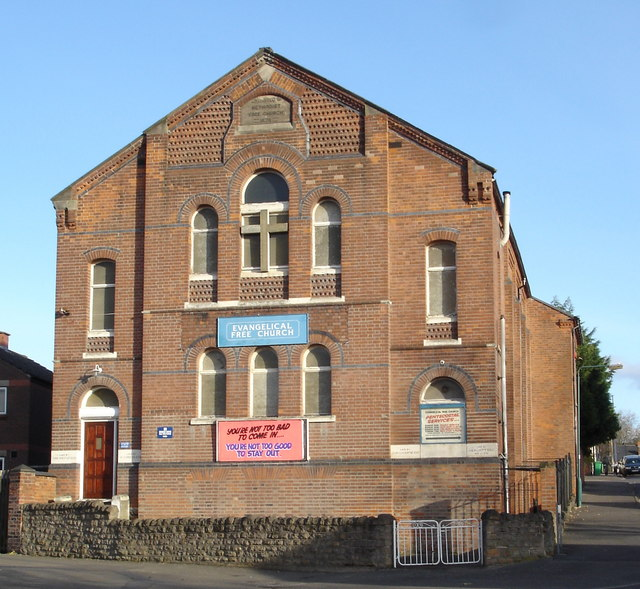
L’Église évangélique libre

L’église Saint-Pierre de Radford a été donnée par William Peverel au prieuré de Lenton. L’église a été reconstruite en 1812 au coût de 2000 £. La chapelle wesleyenne a été construite en 1805 et agrandie en 1828. En septembre 1878, une chapelle fut construite sur la rue Saint-Pierre par les Églises libres méthodistes unies au coût de 1900 £ . Elle a été fermée en raison de la baisse du nombre de membres et des revenus en juin 1947 et rachetée par l’Église évangélique libre.
Le Radford Registration District (RD) a été créé le 1er juillet 1837 lors de l’introduction de l’enregistrement statutaire des naissances, mariages et décès (Births, Marriages and Deaths ou BMD). Il a été aboli et absorbé par Nottingham RD le 1er juillet 1880.

## Population

### Par année
- 1811 : 5 704
- 1821 : 7 348
- 1831 : 16 568
- 1841 : 22 473
- 1851 : 12 635
- 1901 : 34 354

### Par origine
En raison de la nature relativement bon marché des logements dans la région, et du grand nombre de vieilles propriétés victoriennes converties en appartements et lits, la région a une grande population issue de minorités ethniques, principalement européennes, antillaise, africaine, arabe, asiatique, sud-américaine, polonaise et de plus en plus kurde. Par conséquent il y a un grand nombre de magasins d’alimentation et de détail spécialisés, répondant à ces cultures spécifiques, 
Radford a une grande population étudiante, dont la plupart fréquentent l’Université de Nottingham Trent et l’Université de Nottingham située à proximité.

## Industrie
Radford abrite le siège social de :
- Raleigh Industries qui était autrefois le plus grand producteur de bicyclettes au monde ;
- les cigarettes Player's, avec une gamme de bâtiments abritant des usines, des bureaux et des entrepôts ;
- Manlove, Alliott & Co. Ltd. inventeurs d’incinérateurs pour l’élimination des déchets.

## Culture
Radford constitue la toile de fond d’une grande partie du roman d’Alan Sillitoe Saturday Night and Sunday Morning. De nombreuses scènes du film tiré du livre et mettant en vedette Albert Finney ont été tournées à Radford.